# 加曽利貝塚
加曽利貝塚（かそりかいづか）は、千葉県千葉市若葉区桜木8丁目にある縄文時代の貝塚を伴う環状集落の遺跡である。日本最大級の貝塚であり、学史上でも著名な標式遺跡としても知られる。1971年（昭和46年）に北貝塚が、1977年（昭和52年）に南貝塚が国の史跡に指定され、2017年（平成29年）に国の特別史跡に指定された。北貝塚のE地点の土器は、縄文中期後半の加曽利E式、南貝塚のB地点の土器は、縄文後期後半の加曽利B式として編年の指標となる土器と位置づけられている。

## 概要
加曽利貝塚遺跡は、千葉市内を東西に流れる都川の支流である坂月川を北に2キロメートルほど遡った西側（右岸）の東西約500メートル、南北約800メートルの舌状台地上にある。その台地は西側が平坦部で、東側に向かって緩やかに傾斜している。貝塚を含む土層は台地の東側縁辺に東西300メートル、南北400メートルにわたって分布している。
加曽利貝塚は、異なる時期に出現した2つの環状集落によって形成された典型的な環状（ドーナツ形）および馬蹄形状の貝塚で、直径約130メートルの北貝塚と、長径約170メートルの南貝塚が連結し、全体としては8の字形をしている（双環状集落）。面積は約13.4ヘクタールで世界でも最大規模の貝塚である。現在、敷地は加曽利貝塚公園として管理されており、千葉市立加曽利貝塚博物館が設置されている。貝塚周辺の一帯には縄文中期の小型貝塚や住居跡が広く分布している。
この場所では約7000年前の住居跡が発見されているが、当時の貝塚は残されていない。巨大な貝塚が作られ始めたのは約5000年前の縄文中期である。加曽利北貝塚は縄文中期（約5000 - 4000年前）に作られたものである。初期には小規模な貝塚と住居があったが、住居跡に貝や土器片などを廃棄・集積し続ける「廃棄帯」とよばれる堆積物層が形成されていった結果、後にその上に直径約130メートルの環状の貝塚が約1000年かけて作られた。縄文後期になると北貝塚は利用されなくなり、その南側に南貝塚が作られ始めた。加曽利南貝塚は縄文後期（約4000 - 3000年前）のもので、約1000年かけて長径約170メートルの馬蹄形の貝塚が作られた。イヌの骨が人間とともに葬られていることが確認され、話題を呼んだ。
2024年度には北貝塚で57年ぶりの発掘調査が実施され、縄文時代後期（約4000 - 3000年前）の住居跡や遺物が発見されたことから、北貝塚に人間が居住していた年代が従来の定説よりも繰り下がる可能性が出たと報じられた。

## 発見と保存

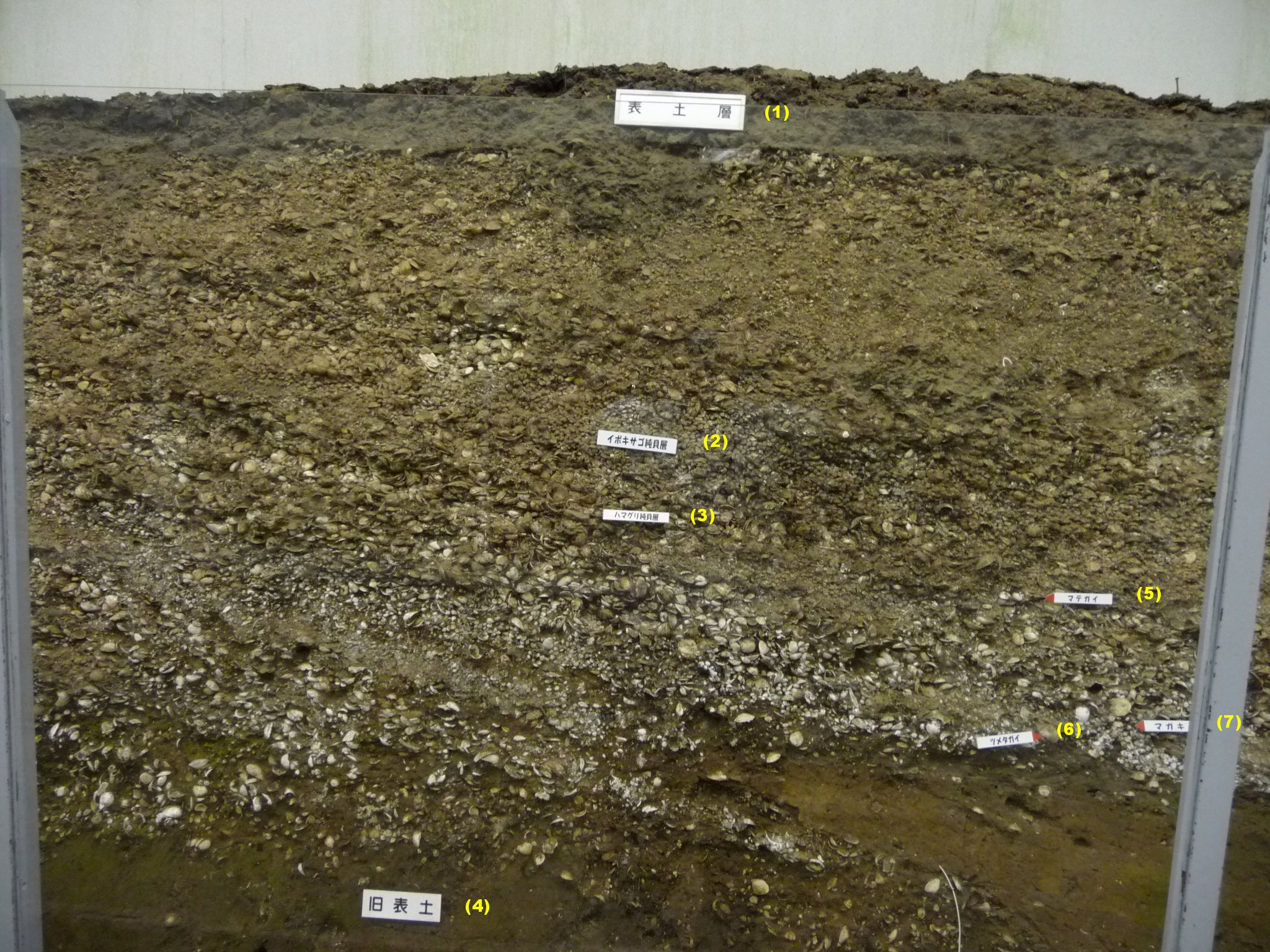
北貝塚貝層断面

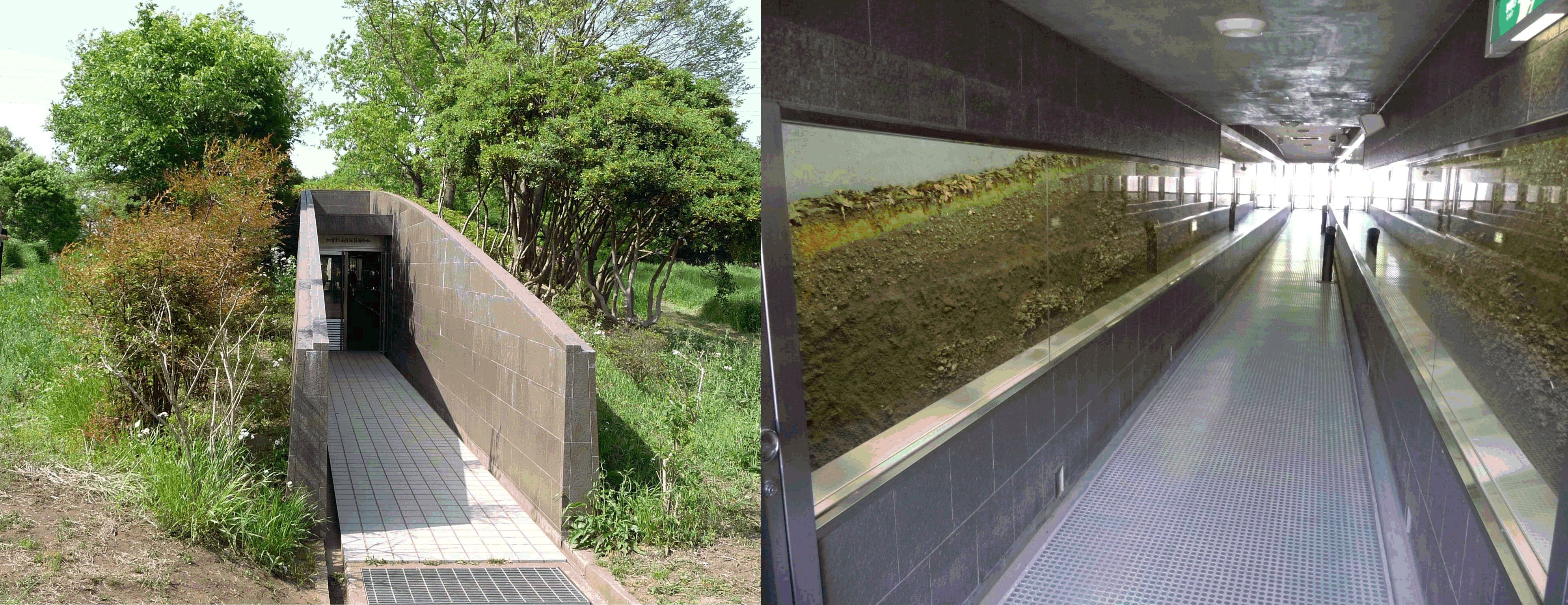
南貝塚貝層断面（右）、小山を「切通し」として保存

加曽利貝塚は、1887年（明治20年）の上田英吉の「下総国千葉郡介墟記」（『東京人類学会雑誌』2-19）によって学界に初めて紹介された。1907年（明治40年）、東京人類学会の調査によって「本邦第一の貝塚」であることが確認された。
1963年（昭和38年）頃、加曽利貝塚のある土地を東洋プレハブ工業が買収して整地作業を開始し、南貝塚の一部を破壊した。これを機に地元高校教師で考古学者としても活動していた武田宗久らが保存運動を展開し、広範な市民の支持を得た。1964年（昭和39年）3月18日、千葉市は北貝塚の5ヘクタール余りの用地を買収して公園として整備することとし、1966年（昭和41年）11月24日に、土器や石器、骨など出土品を展示する千葉市立加曽利貝塚博物館が開館した。その後1972年にかけて南貝塚の土地も買収され、1971年（昭和46年）3月22日に北貝塚が「加曽利貝塚」として国の史跡に指定され、1977年（昭和52年）には南貝塚が追加指定されて貝塚のほぼ全域が保存されることとなった。2017年（平成29年）10月13日、貝塚として初めて国の特別史跡に指定された。
縄文時代の生活を体験するイベントがしばしば開かれている。最寄り駅は千葉都市モノレール2号線桜木駅（同駅は「加曽利貝塚」の副駅名がある。徒歩15分程度）。

### 加曽利貝塚博物館
加曽利貝塚博物館は1966年（昭和41年）に開館した。1973年（昭和48年）には、第28回国民体育大会に合わせて来県した昭和天皇の行幸先の一つとなっている。その後、建物が老朽化したほか、2017年の特別史跡指定により特別史跡内となったため、建物を解体撤去して約400m北東側にある旧市小倉浄化センターの跡地に移転して2027年度に再開館することが2022年に発表された。総事業費は約50億円（解体撤去費を含む）で、新館では有料化が検討されている。
その後、2023年に実施された新博物館整備運営事業の入札に参加資格申請がなく、同年8月に入札は中止となった。千葉市は2025年に改めて入札を実施する方向で準備を進めており、建設費の高騰を受けて規模を縮小するほか、移転開館予定は以前の発表よりも遅い2030年度（2030年 - 2031年）となっている。

### 盗難事件
- 1977年（昭和52年）、中学生グループが加曽利貝塚博物館から160余点の収蔵品を盗み出し、古物商との間で物々交換を行っていた事件が発生。被害は他の博物館にも及んだ[13]。

## マスコットキャラクター
- 『かそりーぬ』：加曽利E式土器をかぶり、イボキサゴ（貝）の首飾りをした白い犬。2014年（平成26年）7月からの加曽利貝塚公式マスコットキャラクター[14]。